# Jean Gilbert
Jean Gilbert, vlastním jménem Max Winterfeld (11. února 1879 Hamburk, Německé císařství – 20. prosince 1942 Buenos Aires, Argentina), byl německý skladatel a dirigent židovského původu. Kvůli produkci své první operety přijal v roce 1901 jméno Jean Gilbert.

## Kariéra
Studoval na konzervatořích v Sondershausenu a Výmaru (Hochschule für Musik Franz Liszt Weimar), byl také žákem Philippa Scharwenka v Berlíně.
Před a po první světovou válkou složil přes 50 operet. Skládal převážně v Berlíně. Jeho nejúspěšnějším dílem byla Cudná Zuzana (Die keusche Susanne), která se dočkala adaptací v mnoha zemích světa. Kvůli svému židovskému původu musel Gilbert, po nástupu nacistů k moci, opustit Německo. V roce 1933 emigroval do Argentiny do Buenos Aires, kde o devět let později zemřel.

## Rodina
Jeho synové byli skladatel Robert Gilbert a autor knížek pro děti Henry Winterfeld. Gilbertův bratranec Paul Dessau byl také skladatel.

## Vybrané práce
- Das Jungfernstift, 1901, Hamburg
- Polnische Wirtschaft, 1909, Cottbus
- Die keusche Susanne, 1910, Magdeburg - česky uváděno jako Cudná Zuzana
- Das Autoliebchen, 1912, Berlin
- Die elfte Muse, 1912, Hamburg
- Die Frau im Hermelin, 1919, Berlin
- Dorine und der Zufall, 1922, Berlín - česky uváděno jako Dorina
- Die kleine Sünderin, 1922, Berlín - česky uváděno jako Malá hříšnice[1]
- Katja, die Tänzerin, 1923, Vienna
- Das Weib in Purpur, 1923, Vienna
- Annemarie, 1925, Berlin